# Alerta màxima 2
Alerta màxima 2 (títol original: Under siege 2: Dark Territory) és una pel·lícula estatunidenca dirigida per Geoff Murphy el 1995. És la continuació de Alerta màxima estrenada el 1992. Ha estat doblada al català.

## Argument
Travis Dane (Eric Bogosian) és un brillant expert en tecnologia que, amb ajuda d'uns mercenaris, decideix segrestar el Gran Continental, el tren de passatgers més elegant dels Estats Units. El seu objectiu és transformar un dels vagons en un centre capaç de controlar un satèl·lit mortal, amb el qual amenaça destruir la ciutat de Washington. L'únic passatger que no ha estat capturat pels terroristes és Casey Ryback (Steven Seagal), un jubilat de la marina i que és ara cap cuiner al Mile High Cafe a Denver que es converteix en l'última esperança per salvar als tres milions de persones que estan en perill. Ryback acompanya la seva neboda Sarah Ryback (interpretada per Katherine Heigl en un dels primers papers principals) a Los Angeles per recollir-se sobre la tomba del germà de Ryback, el pare de Sarah.

## Repartiment
- Steven Seagal: Casey Ryback
- Eric Bogosian: Travis Dane
- Everett McGill: Marcus Penn
- Morris Chestnut: Bobby Zachs
- Katherine Heigl: Sarah Ryback
- Andy Romano: Almirall Bates
- Kurtwood Smith: General Stanley Cooper
- Dale Dye: Major Nick Garza
- Peter Greene: Peter
- Patrick Kilpatrick: Un mercenari
- Scott Sowers: Un mercenari
- Afifi Alaouie: La mercenària
- Brenda Bakke: Linda Gilder
- Sandra Taylor: Kelly
- Jonathan Banks: Scotty
- David Gianopoulos: David Trilling
- Nick Mancuso: Tom Breaker

## Crítica
- "Acció a 200 km per hora, trucs tipus McGyver, claus mestres, karate i efectes especials: claus d'un èxit comercial actual"[3]
- "Dolenta"[4]
- "Convencional (...) No perdi el temps"[5]
- "Imaginin la meva sorpresa en gaudir 'Alerta Màxima 2'. (...) No és tan bon com l'original 'Alerta Màxima', però és trepidant, té bons dobles i efectes especials, i és molt entretinguda. (...) Puntuació: ★★★ (sobre 4)"[6]